# Рошія-де-Амарадія (комуна)
Рошія-де-Амарадія (рум. Roșia de Amaradia) — комуна у повіті Горж в Румунії. До складу комуни входять такі села (дані про населення за 2002 рік):
- Бекень (103 особи)
- Дялу-Вієй (59 осіб)
- Рошія-де-Амарадія (1491 особа)
- Руджет (613 осіб)
- Сечуріле (845 осіб)
- Стежару (112 осіб)
- Шитоая (281 особа)

Комуна розташована на відстані 196 км на захід від Бухареста, 38 км на схід від Тиргу-Жіу, 80 км на північ від Крайови.

## Населення
За даними перепису населення 2002 року у комуні проживали 3504 особи, усі — румуни. Усі жителі комуни рідною мовою назвали румунську.
Склад населення комуни за віросповіданням:
| Релігія       | Кількість осіб | Відсоток |
| ------------- | -------------- | -------- |
| православні   | 3460           | 98,7%    |
| бретрени      | 37             | 1,1%     |
| баптисти      | 3              | 0,1%     |
| римо-католики | 1              | < 0,1%   |
| реформати     | 1              | < 0,1%   |
| адвентисти    | 1              | < 0,1%   |